# Districte de Karachi
|  | Per a altres significats, vegeu «Districte de Karachi (Índia Britànica)». |

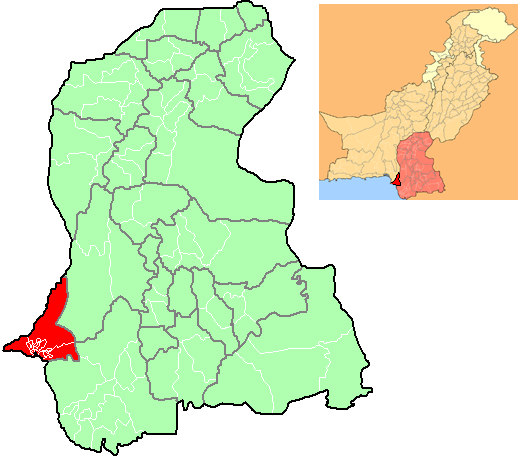
Situació

El districte de Karachi és una divisió administrativa de Pakistan centrada sobre la ciutat de Karachi.
Ja sota els britànics va existir el districte de Karachi. Vegeu Districte de Karachi (Índia Britànica). El 2000 el govern de Pakistan va abolir l'anterior segon nivell administratiu (divisió de Karachi amb cinc districtes) i el 2001 va sorgir oficialment el Districte-ciutat de Karachi per administrar l'antiga corporació metropolitana de Karachi i territoris perfèrics. Els districtes-ciutats són aquells que estan centrats en una gran ciutat que poden tenir o no altres ciutats menors a l'entorn. La zona té tres governs (més 6 camps militars):
- City Disctrict Government Karachi (CDGK)
  - Administracions municipals (18)
    - Administracions de les Union Councils

La direcció del districte correspon al nazim que és al mateix temps alcalde Karachi.

## Subdivisions

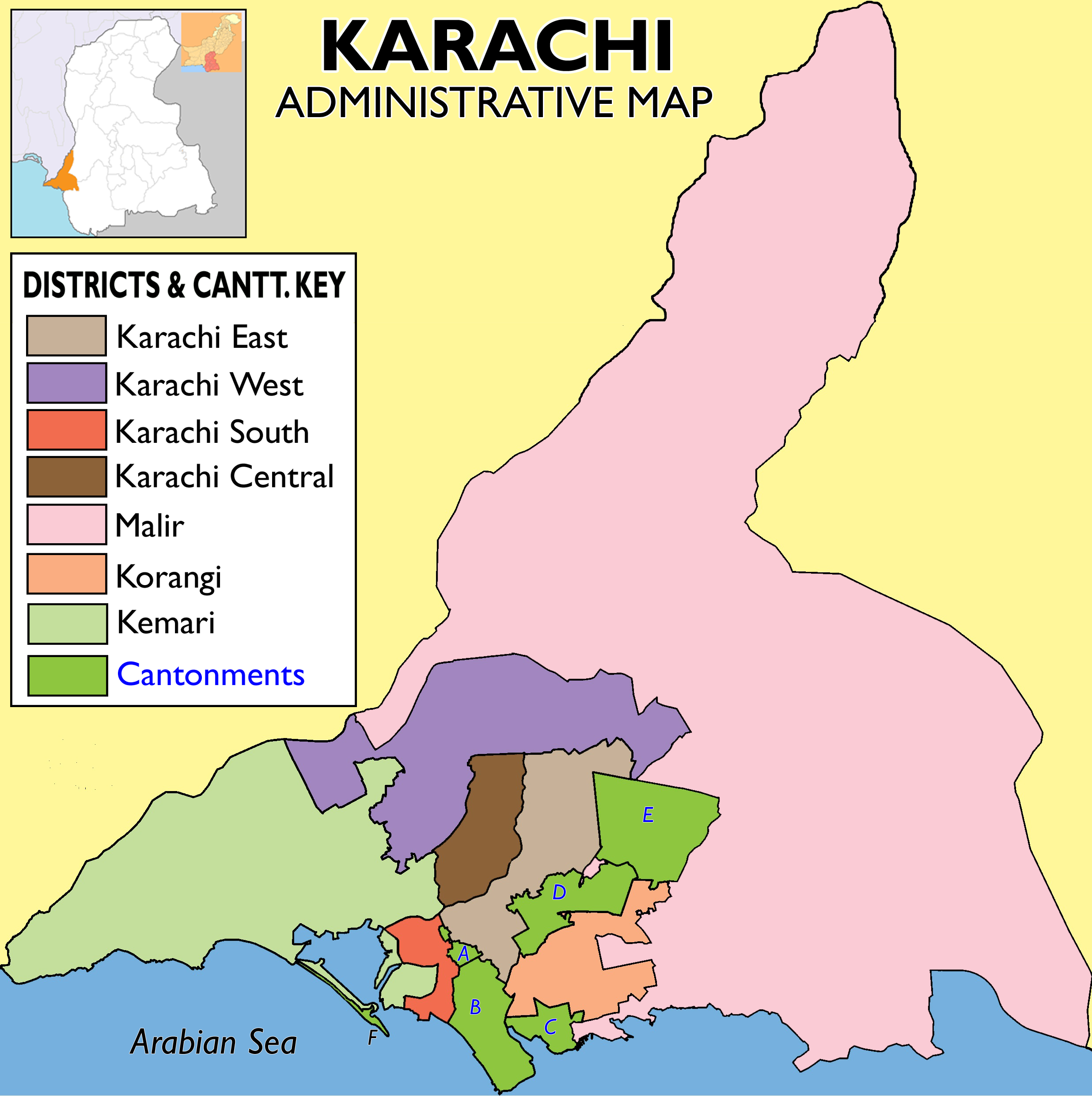
subdivisions

- 1. Lyari Town
- 2. Saddar Town
- 3. Jamshed Town
- 4. Gadap Town
- 5. SITE Town
- 6. Kemari Town
- 7. Shah Faisal Town
- 8. Korangi Town
- 9. Landhi Town
- 10. Bin Qasim Town
- 11. Malir Town
- 12. Gulshan Town
- 13. Liaquatabad Town
- 14. North Nazimabad Town
- 15. Gulberg Town
- 16. New Karachi Town
- 17. Orangi Town
- 18. Baldia Town
- 19. A. Karachi Cantonment
- 20. B. Clifton Cantonment
- 21. C. Korangi Creek Cantonment
- 22. D. Faisal Cantonment
- 23. E. Malir Cantonment
- 24. F. Manora Cantonment

## Llista d'Administracions municipals i Union Councils (U. C.)

### Baldia
- U.C. # 1 Gulshan-e-Ghazi
- U.C. # 2 Ittehad Town
- U.C. # 3 Islam Nagar
- U.C. # 4 Nai Abadi
- U.C. # 5 Saeedabad
- U.C. # 6 Muslim Mujahid Colony
- U.C. # 7 Muhajir Camp
- U.C. # 8 Rasheedabad

### Bin Qasim
- U.C. # 1 Ibrahim Hyderi
- U.C. # 2 Rehri
- U.C. # 3 Cattle Colony
- U.C. # 4 Qaidabad
- U.C. # 5 Landhi Colony
- U.C. # 6 Gulshan-e-Hadeed
- U.C. # 7 Gaghar

### Gadap
- U.C. # 1 Murad Memon Goth
- U.C. # 2 Darsano Chana
- U.C. # 3 Gadap
- U.C. # 4 Gujro
- U.C. # 5 Songal
- U.C. # 6 Maymarabad
- U.C. # 7 Yousuf Goth
- U.C. # 8 Manghopir

### Gulberg
- U.C. # 1 Azizabad
- U.C. # 2 Karimabad
- U.C. # 3 Aisha Manzil
- U.C. # 4 Ancholi
- U.C. # 5 Naseerabad
- U.C. # 6 Yaseenabad
- U.C. # 7 Water Pump
- U.C. # 8 Shafiq Mill Colony

### Gulshan
- U.C. # 1 Delhi Mercantile Society
- U.C. # 2 Civic Centre
- U.C. # 3 Pir Ilahi Buksh Colony
- U.C. # 4 Essa Nagri
- U.C. # 5 Gulshan-e-Iqbal
- U.C. # 6 Gillani Railway Station
- U.C. # 7 Shanti Nagar
- U.C. # 8 Jamali Colony
- U.C. # 9 Gulshan-e-Iqbal II
- U.C. # 10 Pehlwan Goth
- U.C. # 11 Matrovil Colony
- U.C. # 12 Gulzar-e-Hijri
- U.C. # 13 Safooran Goth

### Jamshed
- U.C. # 1 Akhtar Colony
- U.C. # 2 Manzoor Colony
- U.C. # 3 Azam Basti
- U.C. # 4 Chanesar Goth
- U.C. # 5 Mahmudabad
- U.C. # 6 P.E.C.H.S. (Pakistan Employees Co-operative Housing Society)
- U.C. # 7 P.E.C.H.S. II
- U.C. # 8 Jut Line
- U.C. # 9 Central Jacob Lines
- U.C. # 10 Jamshed Quarters
- U.C. # 11 Garden East
- U.C. # 12 Soldier Bazar
- U.C. # 13 Pakistan Quarters

### Kiamari
- U.C. # 1 Bhutta Village
- U.C. # 2 Sultanabad
- U.C. # 3 Kiamari
- U.C. # 4 Baba Bhit
- U.C. # 5 Machar Colony
- U.C. # 6 Maripur
- U.C. # 7 SherShah
- U.C. # 8 Gabo Pat

### Korangi
- U.C. # 1 Bilal Colony
- U.C. # 2 Nasir Colony
- U.C. # 3 Chakra Goth
- U.C. # 4 Mustafa Taj Colony
- U.C. # 5 Hundred Quarters
- U.C. # 6 Gulzar Colony
- U.C. # 7 Korangi Sector 33
- U.C. # 8 Zaman Town
- U.C. # 9 Hasrat Mohani Colony

### Landhi
- U.C. # 1 Muzafarabad
- U.C. # 2 Muslimabad
- U.C. # 3 Dawood Chowrangi
- U.C. # 4 Moinabad
- U.C. # 5 Sharafi Goth
- U.C. # 6 Bhutto Nagar
- U.C. # 7 Khawaja Ajmeer Colony
- U.C. # 8 Landhi
- U.C. # 9 Awami Colony
- U.C. # 10 Burmee Colony
- U.C. # 11 Korangi
- U.C. # 12 Sherabad

### Liaquatabad
- U.C. # 1 Rizvia Society (R.C.H.S.) (Rizvia Co-operative Housing Society)
- U.C. # 2 Firdous Colony
- U.C. # 3 Super Market
- U.C. # 4 Dak Khana
- U.C. # 5 Qasimabad
- U.C. # 6 Bandhani Colony
- U.C. # 7 Sharifabad
- U.C. # 8 Commercial Area
- U.C. # 9 Mujahid Colony
- U.C. # 10 Nazimabad
- U.C. # 11 Abbasi Shaheed

### Lyari
- U.C. # 1 Agra Taj Colony
- U.C. # 2 Daryaabad
- U.C. # 3 Nawabad
- U.C. # 4 Khada Memon Society
- U.C. # 5 Baghdadi
- U.C. # 6 Shah Baig Line
- U.C. # 7 Bihar Colony
- U.C. # 8 Ragiwara
- U.C. # 9 Singo Line
- U.C. # 10 Chakiwara
- U.C. # 11 Allama Iqbal Colony

### Malir
- U.C. # 1 Model Colony
- U.C. # 2 Kala Board
- U.C. # 3 Saudabad
- U.C. # 4 Khokhra Par
- U.C. # 5 Jafar-e-Tayyar
- U.C. # 6 Gharibabad
- U.C. # 7 Ghazi Brohi Goth

### New Karachi
- U.C. # 1 Kalyana
- U.C. # 2 Sir Syed Colony
- U.C. # 3 Fatima Jinnah Colony
- U.C. # 4 Godhra
- U.C. # 5 Abu Zar Ghaffari
- U.C. # 6 Hakim Ahsan
- U.C. # 7 Madina Colony (New Karachi)
- U.C. # 8 Faisal Colony
- U.C. # 9 Khamiso Goth
- U.C. # 10 Mustufa Colony
- U.C. # 11 Khawaja Ajmeer Nagri
- U.C. # 12 Gulshan-e-Saeed
- U.C. # 13 Shah Nawaz Bhutto Colony

### North Nazimabad
- U.C. # 1 Paposh Nagar
- U.C. # 2 Pahar Ganj
- U.C. # 3 Khandu Goth
- U.C. # 4 Hyderi
- U.C. # 5 Sakhi Hassan
- U.C. # 6 Farooq-e-Azam
- U.C. # 7 Nusrat Bhutto Colony
- U.C. # 8 Shadman Town
- U.C. # 9 Buffer Zone
- U.C. # 10 Buffer Zone II

### Orangi
- U.C. # 1 Mominabad
- U.C. # 2 Haryana Colony
- U.C. # 3 Hanifabad
- U.C. # 4 Mohammad Nagar
- U.C. # 5 Madina Colony
- U.C. # 6 Ghaziabad
- U.C. # 7 Chisti Nagar
- U.C. # 8 Bilal Colony
- U.C. # 9 Iqbal Baloch Colony
- U.C. # 10 Ghabool Town
- U.C. # 11 Data Nagar
- U.C. # 12 Mujahidabad
- U.C. # 13 Baloch Goth

### Saddar
- U.C. # 1 Old Haji Camp
- U.C. # 2 Karachi Garden
- U.C. # 3 Kharadar
- U.C. # 4 City Railway Colony
- U.C. # 5 Nanak Wara
- U.C. # 6 Gazdarabad
- U.C. # 7 Millat Nagar/Islam Pura
- U.C. # 8 Saddar
- U.C. # 9 Civil Line
- U.C. # 10 Clifton
- U.C. # 11 Kehkashan

### Shah Faisal
- U.C. # 1 Natha Khan Goth
- U.C. # 2 Pak Sadat Colony
- U.C. # 3 Drigh Colony
- U.C. # 4 Raita Plot
- U.C. # 5 Moria Khan Goth
- U.C. # 6 Rafa-e-Aam Society
- U.C. # 7 Al-Falah Society

### S.I.T.E. Town(Sindh Industrial & Trading Estate)
- U.C. # 1 Pak Colony
- U.C. # 2 Old Golimar
- U.C. # 3 Jahanabad
- U.C. # 4 Metrovil
- U.C. # 5 Bhawani Chali
- U.C. # 6 Frontier Colony
- U.C. # 7 Banaras Colony
- U.C. # 8 Qasba Colony
- U.C. # 9 Islamia Colony